# Karel Littera
Karel Littera (* 10. listopadu 1966, Brno) je český tanečník baletu a dramaturg baletu Národního divadla Brno. Jeho manželkou byla baletka Hana Litterová.

## Život
Poté co se jeho maminka dozvěděla, že balet je skvělý na kondici a že po něm nebudou ploché nohy, přihlásila své dvě děti do baletní školy I. V. Psoty. Protože sem ale nechtěl na rozdíl od své sestry chodit, tak vždy, když je babička přivedla na lekci, následně rychle utekl, hodinu se toulal po Brně a poté se vrátil zpátky a už čekal na babičku na schodech. Jeho láska k baletu se ale nakonec změnila a vystudoval taneční oddělení brněnské konzervatoře v roce 1986. Po škole absolvoval roční stáž v Leningradském akademickém učilišti Agrippiny Jakovlevny Vaganovové a následně dvouletou vojenskou službu v Armádním uměleckém souboru Víta Nejedlého v Praze. V roce 1989 přijal sólové angažmá v baletu Národního divadla Brno. Od roku 1993 do 1997 byl členem Pražského festivalového baletu, se kterým během divadelních prázdnin vystupoval v zahraničí. Kvůli zdravotním problémům musel roku 1999 předčasně ukončit svou profesní baletní kariéru, ale pro svůj odpovědný přístup a nabyté zkušenosti získal v divadle místo dramaturga baletu. Od roku 2002 zastával i funkci zástupce šéfa baletu a současně studoval obor taneční věda na HAMU v Praze, kterou vystudoval v roce 2004. Mezi roky 2005 do 2007 byl šéfem baletu Národního divadla Brno a od roku 2007 zde vykonává práci dramaturga.
Během svého vystupování v Národním divadle Brno zde tančil v rolích takzvaného prvního oboru a v dramatických rolích, jako například
Dr. Uhera v Batalionu, Basila v Donu Quijotovi, Alberta v Giselle, Bratra Dominika v Janě z Arku na hranici, Prince a Rudovouse v Labutím jezeře, Prince v Louskáčkovi, Vezíra v Legendě o lásce, Frolla v Notre-Dame de Paris, Tristana v Příběhu o Tristanovi a Isoldě, Parise a Romea v Romeovi a Julii, Talthybiuse v Trójankách a Černého myslivce ve Viktorce.
Jeho manželka byla baletka Hana Litterová, s kterou má dceru.
Za rok 1996 obdržel Cenu Thálie v oboru balet, pantomima a současný tanec za roli Romea v inscenaci Romeo a Julie v Národním divadle Brno.